# Þórvaldr Hjaltason
Þórvaldr Hjaltason var enligt Flatöboken, nedskriven i slutet av 1300-talet, en isländsk skald som befann sig hos den svenske kungen Erik Segersäll i slutet av 900-talet. 
Þórvaldr skall ha deltagit i slaget vid Fyrisvallarna på Erik Segersälls sida mot jomsvikingen Styrbjörn Starke och skaldade de två följande lausavísur. 
Härtungels herre! Fare man

hit från Virket att slita

kvällsridors kampars svält: I

kalles till Fyrisvallarna!

Älvskidssolarnas ulvstorms

illdugg här Erik huggit

vargen till spis med spjut i

spögnyt: icke att jag skryter!

Ont för älvstrandsfjällens

ädelguldkrävare även

vikingars tåg på vågen

var: till Svitjod att fara!

Leva i leden bara

lät vi de undan smeto:

fler voro de, men flinkt vi

fångat Hundingar många!